# Máté Kocsis
Dans le nom hongrois Kocsis Máté, le nom de famille précède le prénom, mais cet article utilise l’ordre habituel en français Máté Kocsis, où le prénom précède le nom.
Máté Kocsis ([ˈmaːteː], [ˈkotʃiʃ]), né le 6 mai 1981 à Budapest, est un homme politique hongrois, député-bourgmestre du 8e arrondissement de Budapest depuis 2010, membre du Fidesz-Union civique hongroise (Fidesz-Magyar Polgári Szövetség, Fidesz-MPSz). Il s'est fait connaître pour sa politique hostile aux sans abris à Budapest et en Hongrie.